# César-Klasse
Die César-Klasse war eine Klasse von zwei 74-Kanonen-Linienschiffen der französischen Marine, die von 1768 bis 1793 in Dienst stand.

## Allgemeines
Die Klasse wurde von dem Marinearchitekten Joseph-Marie-Blaise Coulomb entworfen und stellte eine Weiterentwicklung der ebenfalls von diesem entworfenen, 1763 vom Stapel gelaufenen, Zélé da. Nach der Anfang 1767 georderten César wurden bereits im Dezember 1769 und Februar 1770 zwei weitere Schiffe bestellt, wobei im März 1770 der Bauauftrag für das im Dezember georderte Schiff storniert wurde.

## Einheiten
| Name      | Bauwerft          | Bestellung      | Kiellegung                        | Stapellauf                        | Indienststellung                  | Verbleib |
| --------- | ----------------- | --------------- | --------------------------------- | --------------------------------- | --------------------------------- | --- |
| César     | Arsenal de Toulon | 1767            | Juli 1767                         | 3. August 1768                    | November 1768                     | Am 12. April 1782 während der Schlacht von Les Saintes explodiert                                                                       |
| Unbenannt | Arsenal de Toulon | Dezember 1769   | Bauauftrag im März 1770 storniert | Bauauftrag im März 1770 storniert | Bauauftrag im März 1770 storniert | Bauauftrag im März 1770 storniert |
| Destin    | Arsenal de Toulon | 7. Februar 1770 | April 1770                        | 21. Oktober 1777                  | Juni 1778                         | Am 29. August 1793 durch britisch-spanische Streitkräfte erbeutet und am 18. Dezember 1793 durch Feuer zerstört (Belagerung von Toulon) |

## Technische Beschreibung
Die Klasse war als Batterieschiff mit zwei durchgehenden Geschützdecks konzipiert und hatte eine Länge von 54,74 Metern (Geschützdeck) bzw. 51,16 Metern (Kiel), eine Breite von 14,13 Metern und einen Tiefgang von 6,74 Metern bei einer Verdrängung von 1500/2900 Tonnen. Sie waren Rahsegler mit drei Masten (Fockmast, Großmast und Kreuzmast). Der Rumpf schloss im Heckbereich mit einem Heckspiegel, in den Galerien integriert waren, die in die seitlich angebrachten Seitengalerien mündeten.
Die Bewaffnung der Klasse bestand aus 74 Kanonen.
|        | Unteres Batteriedeck | Oberes Batteriedeck | Backdeck      | Achterdeck     | Kanonen (Geschossgewicht) |
| ------ | -------------------- | ------------------- | ------------- | -------------- | ------------------------- |
| Design | 28 × 36-Pfünder      | 30 × 18-Pfünder     | 6 × 8-Pfünder | 10 × 8-Pfünder | 74 Kanonen (410,20 kg)    |

## Besatzung
Die Besatzung hatte im Frieden eine Stärke von 662 Mann und im Kriegsfall 746 Mann (6 bzw. 12 Offiziere und 650 bzw. 734 Unteroffiziere bzw. Mannschaften).